# Campionati del mondo di atletica leggera indoor 2008 - Eptathlon

## Risultati

### 60 m piani
| Pos | Corsia | Name                | Paese       | Tempo   | Reazione | Punti |
| --- | ------ | ------------------- | ----------- | ------- | -------- | ----- |
| 1   | 2      | Bryan Clay          | Stati Uniti | 6.71 SB | 0.152    | 988   |
| 2   | 8      | Andres Raja         | Estonia     | 6.95 PB | 0.149    | 900   |
| 3   | 7      | Donovan Kilmartin   | Stati Uniti | 7.02 PB | 0.166    | 875   |
| 4   | 3      | Mikhail Logvinenko  | Russia      | 7.03 PB | 0.139    | 872   |
| 5   | 6      | Aleksandr Pogorelov | Russia      | 7.06 SB | 0.167    | 861   |
| 6   | 1      | Roman Šebrle        | Rep. Ceca   | 7.16    | 0.245    | 826   |
| 7   | 5      | Andrei Krauchanka   | Bielorussia | 7.19    | 0.301    | 816   |
| 8   | 4      | Dmitriy Karpov      | Kazakistan  | 7.20    | 0.259    | 813   |

### Salto in lungo
| Pos | Nome                | Paese       | Misura  | Tentativi | Tentativi | Tentativi | Punti |
| Pos | Nome                | Paese       | Misura  | 1         | 2         | 3         | Punti |
| --- | ------------------- | ----------- | ------- | --------- | --------- | --------- | ----- |
| 1   | Bryan Clay          | Stati Uniti | 7.75 SB | 7.56      | 7.75      | X         | 997   |
| 2   | Andrei Krauchanka   | Bielorussia | 7.63    | 7.44      | 7.63      | 7.44      | 967   |
| 3   | Roman Šebrle        | Rep. Ceca   | 7.60 SB | 7.51      | 7.49      | 7.60      | 960   |
| 4   | Aleksandr Pogorelov | Russia      | 7.48    | 7.48      | 7.16      | -         | 930   |
| 5   | Andres Raja         | Estonia     | 7.42 PB | 7.14      | 7.42      | X         | 915   |
| 6   | Donovan Kilmartin   | Stati Uniti | 7.36 SB | 7.36      | 7.33      | 7.13      | 900   |
| 7   | Mikhail Logvinenko  | Russia      | 7.35    | X         | 7.21      | 7.35      | 898   |
| 8   | Dmitriy Karpov      | Kazakistan  | 7.31 SB | 7.17      | 7.31      | 7.30      | 888   |

### Getto del peso
| Pos | Nome                | Paese       | Mark     | Tentativi | Tentativi | Tentativi | Punti |
| Pos | Nome                | Paese       | Mark     | 1         | 2         | 3         | Punti |
| --- | ------------------- | ----------- | -------- | --------- | --------- | --------- | ----- |
| 1   | Bryan Clay          | Stati Uniti | 16.21 PB | 16.12     | 15.78     | 16.21     | 864   |
| 2   | Dmitriy Karpov      | Kazakistan  | 16.19    | 16.04     | X         | 16.19     | 863   |
| 3   | Roman Šebrle        | Rep. Ceca   | 16.16 SB | 15.21     | 15.25     | 16.16     | 861   |
| 4   | Andres Raja         | Estonia     | 14.86 PB | 13.62     | X         | 14.86     | 781   |
| 5   | Andrei Krauchanka   | Bielorussia | 14.29 PB | 14.05     | 14.29     | X         | 746   |
| 6   | Donovan Kilmartin   | Stati Uniti | 14.09 SB | 14.05     | 14.09     | X         | 734   |
| 7   | Mikhail Logvinenko  | Russia      | 13.82    | 12.83     | 13.82     | X         | 717   |
|     | Aleksandr Pogorelov | Russia      | DNS      | DNS       | DNS       | DNS       | DNS   |

### Salto in alto
| Pos | Nome                | Paese       | Misura  | Progressione | Progressione | Progressione | Progressione | Progressione | Progressione | Progressione | Progressione | Progressione | Progressione | Progressione | Progressione | Punti |
| Pos | Nome                | Paese       | Misura  | 1.85         | 1.88         | 1.91         | 1.94         | 1.97         | 2.00         | 2.03         | 2.06         | 2.09         | 2.12         | 2.15         | 2.18         | Punti |
| --- | ------------------- | ----------- | ------- | ------------ | ------------ | ------------ | ------------ | ------------ | ------------ | ------------ | ------------ | ------------ | ------------ | ------------ | ------------ | ----- |
| 1   | Andrei Krauchanka   | Bielorussia | 2.15    | -            | -            | -            | -            | -            | O            | -            | O            | -            | XXO          | XXO          | XXX          | 944   |
| 2   | Roman Šebrle        | Rep. Ceca   | 2.12 SB | -            | -            | -            | O            | -            | XO           | -            | O            | XO           | O            | XXX          |              | 915   |
| 3   | Bryan Clay          | Stati Uniti | 2.09 SB | -            | -            | -            | O            | -            | O            | XXO          | XO           | XXO          | XXX          |              |              | 915   |
| 4   | Dmitriy Karpov      | Kazakistan  | 2.06    | -            | -            | -            | XXO          | O            | XO           | O            | O            | XXX          |              |              |              | 859   |
| 5   | Donovan Kilmartin   | Stati Uniti | 2.03 SB | -            | -            | O            | -            | XO           | O            | XO           | XXX          |              |              |              |              | 831   |
| 6   | Mikhail Logvinenko  | Russia      | 2.00 PB | O            | -            | O            | XXO          | XO           | O            | XXX          |              |              |              |              |              | 803   |
| 7   | Andres Raja         | Estonia     | 1.97    | O            | -            | O            | O            | O            | XXX          |              |              |              |              |              |              | 776   |
|     | Aleksandr Pogorelov | Russia      | DNS     | DNS          | DNS          | DNS          | DNS          | DNS          | DNS          | DNS          | DNS          | DNS          | DNS          | DNS          | DNS          | DNS   |

### 60 m ostacoli
| Pos | Corsia | Name               | Paese       | Tempo   | Tempo di reazione | Punti |
| --- | ------ | ------------------ | ----------- | ------- | ----------------- | ----- |
| 1   | 4      | Bryan Clay         | Stati Uniti | 7.86 SB | 0.179             | 1017  |
| 2   | 8      | Andres Raja        | Estonia     | 8.03    | 0.220             | 974   |
| 3   | 7      | Mikhail Logvinenko | Russia      | 8.08    | 0.251             | 962   |
| 4   | 6      | Andrei Krauchanka  | Bielorussia | 8.11    | 0.259             | 954   |
| 5   | 5      | Dmitriy Karpov     | Kazakistan  | 8.15    | 0.158             | 944   |
| 6   | 2      | Donovan Kilmartin  | Stati Uniti | 8.25 SB | 0.205             | 920   |
|     | 3      | Roman Šebrle       | Rep. Ceca   | DNF     | 0.212             |       |

### Salto con l'asta
| Pos | Nome               | Paese       | Misura  | Progressione | Progressione | Progressione | Progressione | Progressione | Progressione | Progressione | Progressione | Progressione | Progressione | Progressione | Punti |
| Pos | Nome               | Paese       | Misura  | 4.40         | 4.50         | 4.60         | 4.70         | 4.80         | 4.90         | 5.00         | 5.10         | 5.20         | 5.30         | 5.40         | Punti |
| --- | ------------------ | ----------- | ------- | ------------ | ------------ | ------------ | ------------ | ------------ | ------------ | ------------ | ------------ | ------------ | ------------ | ------------ | ----- |
| 1   | Andrei Krauchanka  | Bielorussia | 5.30 PB | -            | -            | O            | -            | O            | O            | O            | O            | O            | O            | XXX          | 1004  |
| 2   | Dmitriy Karpov     | Kazakistan  | 5.20 PB | -            | -            | O            | -            | XXO          | -            | XXO          | XO           | O            | XXX          |              | 972   |
| 3   | Donovan Kilmartin  | Stati Uniti | 5.10 SB | -            | -            | -            | -            | -            | XO           | O            | O            | XXX          |              |              | 941   |
| 4   | Bryan Clay         | Stati Uniti | 5.00    | -            | -            | O            | -            | O            | XXO          | O            | XXX          |              |              |              | 910   |
| 5   | Mikhail Logvinenko | Russia      | 5.00 PB | -            | -            | O            | -            | O            | -            | XO           | XXX          |              |              |              | 910   |
| 6   | Andres Raja        | Estonia     | 4.60    | O            | -            | O            | XXX          |              |              |              |              |              |              |              | 790   |
|     | Roman Šebrle       | Rep. Ceca   | DNS     | DNS          | DNS          | DNS          | DNS          | DNS          | DNS          | DNS          | DNS          | DNS          | DNS          | DNS          | DNS   |

### 1000 m piani
| Pos | Nome               | Paese       | Tempo      | Punti |
| --- | ------------------ | ----------- | ---------- | ----- |
| 1   | Mikhail Logvinenko | Russia      | 2:44.69    | 822   |
| 2   | Andrei Krauchanka  | Bielorussia | 2:46.49    | 803   |
| 3   | Dmitriy Karpov     | Kazakistan  | 2:47.45    | 792   |
| 4   | Andres Raja        | Estonia     | 2.50.76    | 758   |
| 5   | Donovan Kilmartin  | Stati Uniti | 2:51.54 PB | 750   |
| 6   | Bryan Clay         | Stati Uniti | 2:55.64 SB | 708   |

## Classifica finale
| Pos | Nome                | Paese       | Totale  | 60m | SL  | ScA | SA  | 60mH | SA   | 1000m |
| --- | ------------------- | ----------- | ------- | --- | --- | --- | --- | ---- | ---- | ----- |
|     | Bryan Clay          | Stati Uniti | 6371 WL | 988 | 997 | 864 | 887 | 1017 | 910  | 708   |
|     | Andrei Krauchanka   | Bielorussia | 6234 NR | 816 | 967 | 746 | 944 | 954  | 1004 | 803   |
|     | Dmitriy Karpov      | Kazakistan  | 6131    | 813 | 888 | 863 | 859 | 944  | 972  | 792   |
| 4   | Mikhail Logvinenko  | Russia      | 5984    | 872 | 898 | 717 | 803 | 962  | 910  | 822   |
| 5   | Donovan Kilmartin   | Stati Uniti | 5951    | 875 | 900 | 734 | 831 | 920  | 941  | 750   |
| 6   | Andres Raja         | Estonia     | 5894    | 900 | 915 | 781 | 776 | 974  | 790  | 758   |
|     | Roman Šebrle        | Rep. Ceca   | DNF     | 826 | 960 | 861 | 915 | 0    |      |       |
|     | Aleksandr Pogorelov | Russia      | DNF     | 861 | 930 |     |     |      |      |       |